# Erin Mielzynski
Erin Mielzynski, née le 25 mai 1990 à Brampton (Canada), est une skieuse alpine canadienne, spécialiste du slalom.

## Biographie
Elle pratique le ski nautique dans sa jeunesse où elle obtient un titre mondial en juniors en saut avant d'opter pour le ski alpin et rejoindre l'équipe du Canada.
Après des performances peu notables chez les juniors, Erin Mielzynski fait ses débuts en Coupe du monde au cours de la saison 2009-2010 lors du slalom d'Aspen où elle inscrit son premier point en se classant 30e. Pendant les hivers 2010 et 2011, elle continue à marquer quelques points lors de slaloms de coupe du monde mais s'illustre surtout en Coupe d'Europe et en Coupe Nor-Am. Le 4 mars 2012, alors qu'elle n'a jamais terminé dans le top dix dans une course de Coupe du monde, elle remporte à la surprise générale le slalom d'Ofterschwang, quelques centièmes devant Resi Stiegler (qui monte aussi sur son premier podium) et Marlies Schild. C'est la première victoire canadienne en slalom féminin depuis Betsy Clifford en 1971. Le 4 janvier 2013, Mielzynski monte sur le podium pour la deuxième fois de sa carrière en coupe du monde grâce à une troisième place au slalom de Zagreb,.
En 2015, elle participe activement au gain de la médaille d'argent pour le Canada lors des Mondiaux de Vail / Beaver Creek où elle est aussi sixième en slalom.
Aux Jeux olympiques d'hiver de 2018, elle est onzième du slalom.

## Palmarès

### Jeux olympiques d'hiver
| Épreuve / Édition | Vancouver 2010 | Sotchi 2014 | Pyeongchang 2018 |
| Slalom            | 20e            | Abandon     | 11e              |
| Slalom géant      |                | 21e         |                  |
| Par équipes       |                |             | 9e               |

### Championnats du monde
| Épreuve / Édition | Garmisch-Partenkirchen 2011 | Schladmig 2013 | Vail / Beaver Creek 2015 | Saint-Moritz 2017 | Åre 2019 |
| Slalom            | 16e                         | 17e            | 6e                       | 15e               | 10e      |
| Par équipes       |                             |                | Argent                   | 5e                | 9e       |

| Épreuve / Édition | Garmisch-Partenkirchen 2009 | Mont-Blanc 2010 |
| Super G           | 44e                         | -               |
| Slalom géant      | 43e                         | 51e             |
| Slalom            | Abandon                     | 7e              |

### Coupe du monde
- Meilleur classement général : 38e en 2019.
- 2 podiums dont 1 victoire.

#### Différents classements en Coupe du monde
| Année/Classement | Année/Classement | Général | Général | Descente | Descente | Super G | Super G | Slalom géant | Slalom géant | Slalom | Slalom | Combiné | Combiné |
| ---------------- | ---------------- | ------- | ------- | -------- | -------- | ------- | ------- | ------------ | ------------ | ------ | ------ | ------- | ------- |
| Année/Classement | Année/Classement | Class.  | Points  | Class.   | Points   | Class.  | Points  | Class.       | Points       | Class. | Points | Class.  | Points  |
| 2010             | 2010             | 131e    | 1       | -        | -        | -       | -       | -            | -            | 58e    | 1      | -       | -       |
| 2011             | 2011             | 97e     | 31      | -        | -        | -       | -       | -            | -            | 35e    | 31     | -       | -       |
| 2012             | 2012             | 42e     | 173     | -        | -        | -       | -       | -            | -            | 15e    | 173    | -       | -       |
| 2013             | 2013             | 40e     | 203     | -        | -        | -       | -       | -            | -            | 13e    | 203    | -       | -       |
| 2014             | 2014             | 70e     | 62      | -        | -        | -       | -       | 42e          | 15           | 30e    | 42     | 26e     | 5       |
| 2015             | 2015             | 42e     | 153     | -        | -        | -       | -       | -            | -            | 14e    | 153    | -       | -       |
| 2016             | 2016             | 54e     | 144     | -        | -        | -       | -       | -            | -            | 17e    | 136    | 41e     | 8       |
| 2017             | 2017             | 73e     | 80      | -        | -        | -       | -       | -            | -            | 24e    | 80     | -       | -       |
| 2018             | 2018             | 43e     | 182     | -        | -        | -       | -       | -            | -            | 15e    | 182    | -       | -       |
| 2019             | 2019             | 38e     | 207     | -        | -        | -       | -       | -            | -            | 12e    | 207    | -       | -       |

### Détail des victoires
| Édition / Épreuve | Slalom       | Total |
| 2012              | Ofterschwang | 1     |
| Total             | 1            | 1     |

### Coupe nord-américaine
- 14 victoires.

En date de mars 2019.

### Championnats du Canada
- Titrée en slalom en 2015, 2017 et 2018.